# 喉鳴らし
喉鳴らし（のどならし）はネコ科およびジャコウネコ科の動物の一部が行う発声の一種である。低周波の音で、呼気と吸気の双方で発生する。生後2日目には聞かれるようになる。喉鳴らしのメカニズムはまだ明確にはなっていない。支配的な理論は、神経振動により喉頭の筋肉の収縮が引き起こされ声帯を振動させることにより音が発生するというものである。ネコ科の各動物、特にヒョウ亜科の動物たちが喉を鳴らすことができるのか否かも議論の的となっている。
ネコは嬉しい時にも苦しい時にも喉を鳴らすことがあり、このため喉鳴らしの意味合いはあまり明確ではない。飼いネコでは頻繁であるが、自然ではネコが喉を鳴らすのは主として母子関係の中に限られる。一部の研究者たちによれば喉鳴らしは人間の微笑みに近いものであり、仲間に対するものも人間に対するものも含めその社会的な役割が最も重要である。喉鳴らしには治療的な役割があるとする理論もある――喉鳴らしにより送り出される低周波が骨、筋肉、腱を強化し、さらには鎮痛効果もあるのだという。
喉鳴らしを指すフランス語ronronnement、ドイツ語Schnurren、英語Purrなどの語はいずれも「ごろごろ」という音の擬声語である。

## 詳細

### 定義
喉鳴らしは呼気と吸気の間の数十〜百ミリ秒ほどの短い休止を除く呼吸の全段階を通じて発生し続ける振幅の小さい連続音である。吸気の時の方が強く低くなると考えられているが、2010年に公刊された研究によると、ネコの喉鳴らしは呼気・吸気で振幅に変化はなく、チーターでは逆に呼気の方が強かった。口を閉じた状態で発生し、最も多くの場合で2秒以上持続し、周波数は25-20Hz 、基本周波数は約20Hzである。ネコの喉鳴らしは3メートル四方、チーターのものは40メートル四方にまで聞こえる。音は鼻の高さで最も強くなる。
発声のメカニズムは呼気音でもあり吸気音でもある。吸気音の発声はイヌやキツネなど他の多くの動物も行うことがチャールズ・ダーウィン以来知られている。人間においても、吸気音はゲルマン語派などで用いられている。チーターとネコの喉鳴らしを比較した2010年発表の調査によれば、チーターにおいては呼気音の段階の方が長く、より多くのサイクルを含むが、ネコにおいては呼気音と吸気音の段階の間に差は存在しないか、存在しても僅かであった。2つの段階を通じ、チーターはネコより多くのサイクルを発生させるが、基本周波数は同じであった。
喉鳴らしは生後2日目には授乳の際に聞かれるようになり、これにより母子はコミュニケーションを行う。この現象は母猫によるグルーミングの際にも見られる。喉鳴らしは子猫が涙と共に発する最初の鳴き声であり、母猫も子猫に喉鳴らしで答える。自然においては、喉鳴らしは母と子の関係において最も頻繁に見られるが、イエネコでは人間や物体との接触によっても喉鳴らしが起きる。ネコは睡眠中には決して喉を鳴らさないが、その代わりニャーと鳴くことがある。

### メカニズム
ネコ科の動物に喉鳴らし専用の器官があるわけではない。最も流布している仮説は、喉頭の筋肉の極めて急速な収縮が声門を収縮・膨張させ、音の発生源となる声帯の急激な分離が引き起こされるというものである。この仮説は喉頭の筋肉の筋電計による計測に基づいている。毎秒20-30回のピークからなる規則的・反復的な型が観測され、これが喉頭の規則的な緊張をもたらす。喉頭の変化は30-40ミリ秒の周期を作り出す神経振動によりもたらされる この神経振動を止めることはできず、このことは中枢神経系の内部そのものに高周波の振動機構があることを示唆している。この振動を引き起こす脳の部位は視床下部の近くである。
1972年の研究によれば、吸息中の横隔膜の緊張には均等な切れ目があり、喉頭と横隔膜との間の筋電図のピークは同期していなかった。この交互な活性化は気管の圧力の負の変動を抑えることを可能にし、喉頭が抵抗を最小とする期間中の吸息における空気の流れを促進する。1987年の新しい研究は筋電図により、呼息にかかわる筋肉もまた喉鳴らしに関与している可能性があることを示した。2000年のデニス・C・ターナーとパトリック・ベイトソンの研究では横隔膜やその他の筋肉は呼吸をするために必要ではあるが喉鳴らしそのものに必要なわけではないとしている。喉頭の筋肉の収縮という仮説を否定しうる要素の一つとして、喉頭切除術を受けたネコたちが横隔膜を用いて喉を鳴らすことができるという事実がある。
他の仮説では、気管支・気管 鼻腔により増幅された大静脈の振動や、さらには仮声帯もしくは軟口蓋の振動なども言及されている。

### 喉を鳴らす肉食動物

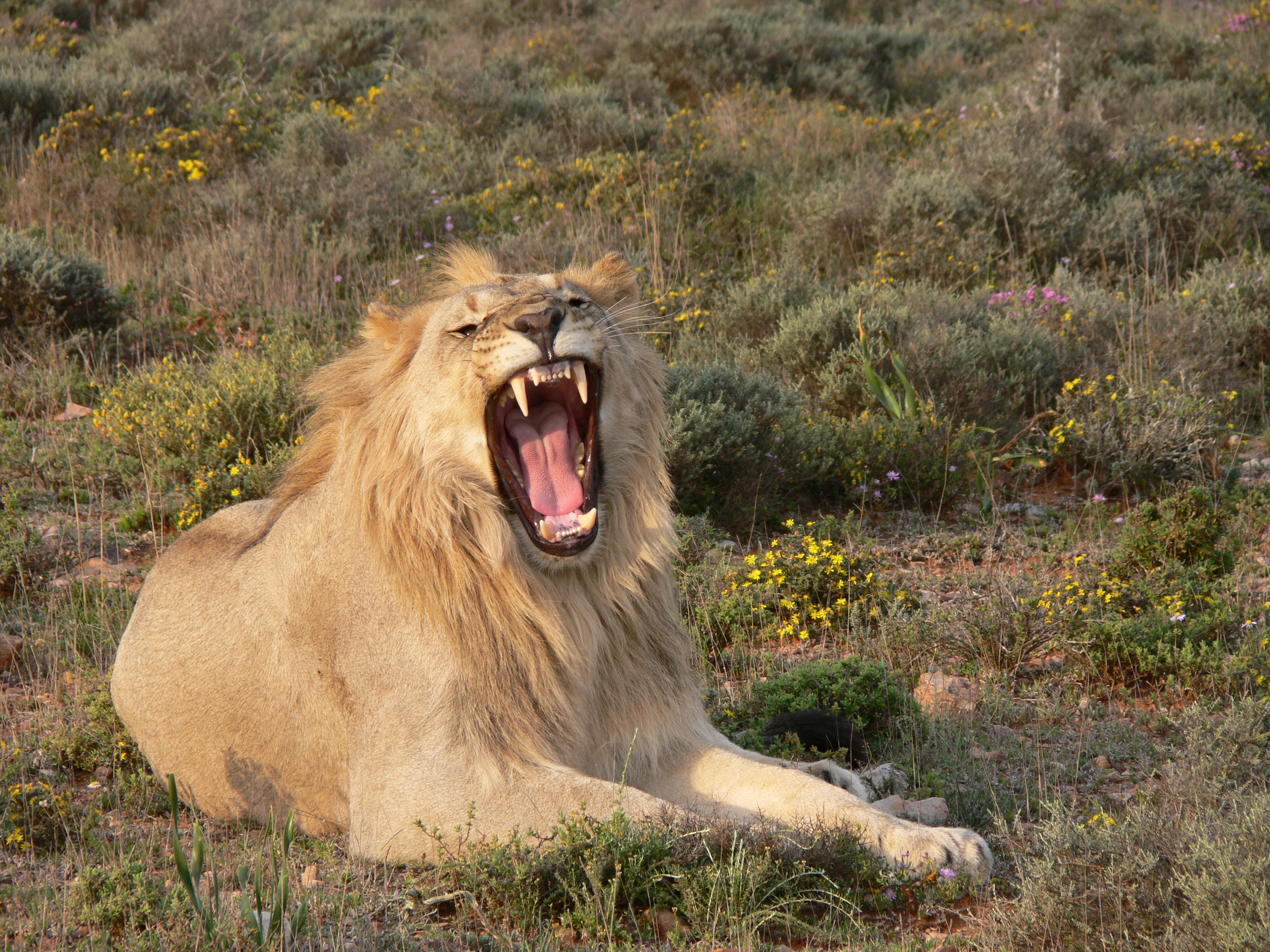
「吼える」ネコ科動物は喉を鳴らすことができない可能性がある

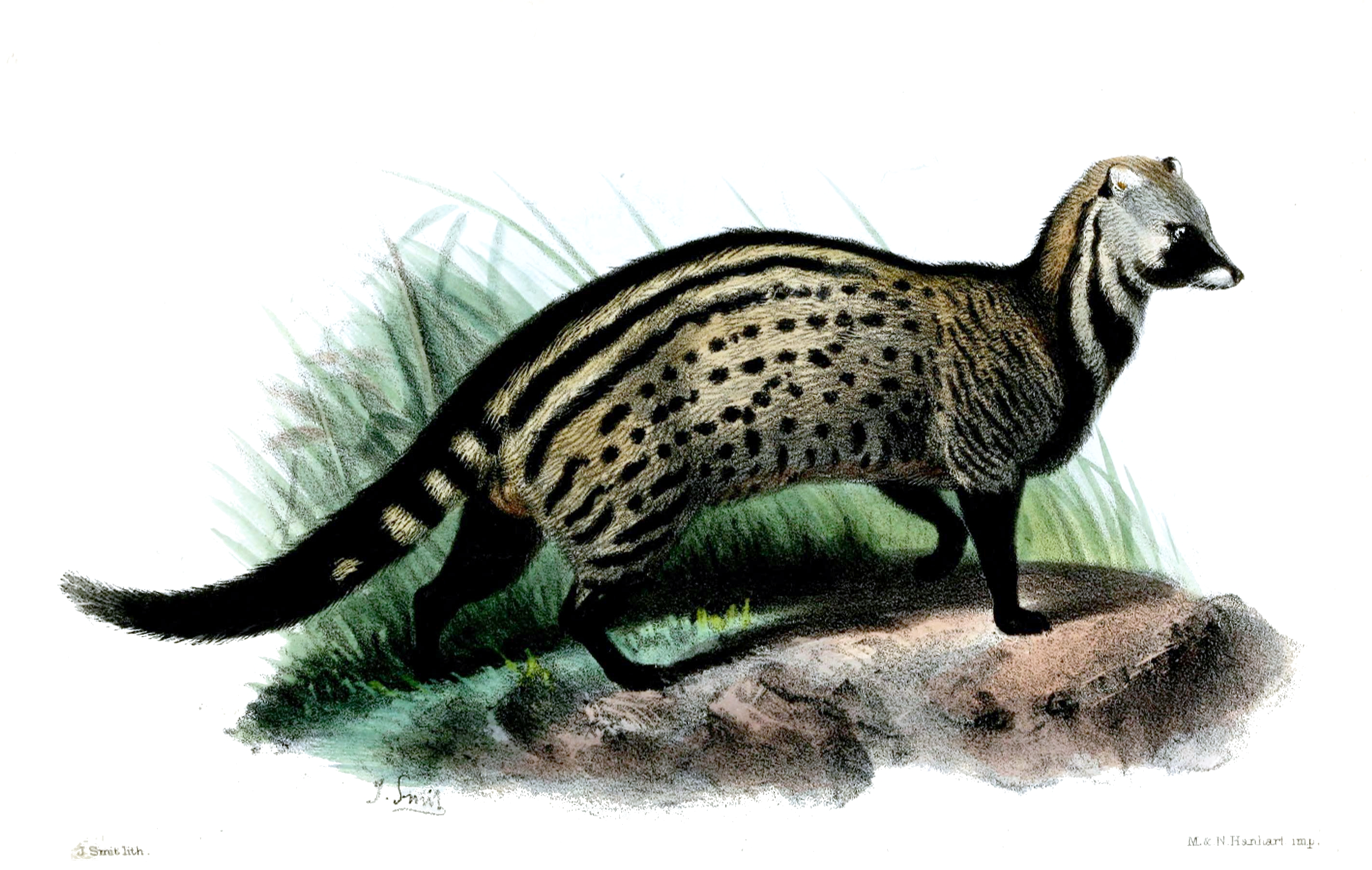
ジャコウネコ科の動物はネコ科の動物に近い形で喉を鳴らすことができる

ネコ科動物の喉鳴らしは常に議論の的となってきた――ライオンやヒョウのような最も良く知られているものも含む多くの種について喉を鳴らせるのか否かは謎のままとなっている。情報が全くないかあっても不充分な種が多いのである。ライオン、トラ、ヒョウ、ジャガー、ユキヒョウなどのヒョウ亜科の動物たちは骨化が部分的であるかもしくは骨化していない舌骨の靭帯を有しており、これにより吼えることが可能となっている反面喉を鳴らすことはできなくなっているという。しかしながら、こうした区別には1990年代になると疑問が呈されるようになる――ヒョウ亜科の発声構造では喉を鳴らすのは困難ではあるが、可能なのかもしれないのである。ポール・ハイニーは、大型のネコ科動物たちは呼気でしか喉を鳴らせない（呼気では喉を鳴らせる）と主張している。
骨化が部分的であるか骨化していない舌骨のお陰で吼える（ほえる）ことができる、というのはリチャード・オーウェンと、続いてレジナルド・インズ・ポコックが1916年に立てた歴史的な仮説であり、これによりネコ科のさまざまな種を分類することが可能となった――吼える（よって喉を鳴らさない）ネコ科動物であるヒョウ亜科と、吼えない（喉を鳴らす）ネコ科動物であるネコ亜科である。グスタフ・ペータースによると、喉鳴らしはネコ科の共通祖先の持っていた特徴であり、同様の発声は収斂進化として他の哺乳類（例えばアライグマ やウサギなど）にも見られる。

ライオンの舌骨。上から舌(langue)、舌骨(os hyoïde)、甲状腺の軟骨(cartilage de la thyroïde)、甲状腺(thyroïde)

ケープジェネットやヨーロッパジェネット  など、一部のジャコウネコ科動物も喉を鳴らす。
| 喉を鳴らす | どちらとも言えない                                              | 恐らく喉を鳴らす     | 利用可能なデータなし |
| --- | --------------------------------------------------------------- | -------------------- | --- |
| - ネコ - チーター - ピューマ - オオヤマネコ - ボブキャット - サーバル - アジアゴールデンキャット - オセロット - ジャガーネコ - マーゲイ - ジャガランディ - ヨーロッパヤマネコ - マーブルキャット - ベンガルヤマネコ - クロアシネコ | - ライオン - トラ - ジャガー - ヒョウ - ユキヒョウ - ウンピョウ | - カナダオオヤマネコ | - スペインオオヤマネコ - カラカル - アフリカゴールデンキャット - スナドリネコ - ジャングルキャット - ジョフロイネコ - マヌルネコ - スナネコ - マレーヤマネコ - サビイロネコ |

## 意味

### コミュニケーション
喉鳴らしは接触と結びつくことが最も多く、仲の良い仲間や、人間、さらには物体との触れ合いとも共に発せられる。物体の例としては、ネコが前脚でクッションを「もみもみ」する時などがある。喉鳴らしは動物が喜びを感じている時に現れるほか、苦痛を感じている時にも現れる。獣医師はネコ達がストレスを受けたり、傷ついたり、さらには死につつあったりするときに絶え間なく喉を鳴らし続けるのを観察している。
ネコは依存を表す時に喉を鳴らすことが一番多い 。子猫は母猫とその乳に依存し、また世話や愛撫を求める時には人間に依存する。喉鳴らしはネコたちの社会関係で重要な役割を担っており、ネコは喉鳴らしによって状態を周囲にいる人間やネコに伝える。喉を鳴らす子猫は母猫に自分が元気だと伝え、成猫は愛撫されての満足を表す。また社会的な絆を強め、紛争を防ぐこともある（支配的なネコと遭遇したネコは喉を鳴らす）。デニス・C・ターナーとパトリック・ベイトソンによれば、喉鳴らしの社会的役割は人間でいう微笑みに相当するものであり、デズモンド・モリスは共通するメッセージが「悪意のなさ」であると説明している 。1985年にジョエル・ドゥハッスは、ネコが自分自身のため、例えば落ち着きを取り戻すために喉を鳴らす場合があるという仮説を唱えた。病気のネコが喉を鳴らすことがある理由をこの仮説は説明する。グスタフ・ペータースもまた喉鳴らしが自己コミュニケーションの一例となり得るとしている。
イエネコは、赤ちゃんの鳴き声と対比されるような非常に鋭い声が通常の喉鳴らしと混淆した、「追加の」喉鳴らしを発達させた。通常の喉鳴らしと混ぜてこの「懇願の」喉鳴らしを50人の被験者に聞かせたところ、全ての被験者がこの喉鳴らしに切迫のニュアンスを感じ取った。これは人間とのコミュニケーションに適応したものであろうと研究者は結論づけている。

### 治療の手段？
ネコは骨折の治癒が速く、手術後の併発症が少なく、イヌに比して骨・筋肉・靭帯の有病割合が低いと獣医師たちは考えている。周波数が25-30ヘルツの喉鳴らしには骨・腱・靭帯に関する治癒とさらには鎮痛の効果があるという仮説が出されている。ネコ科の動物の多くが、鋭い痛みや腱・筋肉・関節の問題を鎮める効果のある周波数の振動を発するのである。この仮説によるなら、ネコにとって喉鳴らしは体の維持を行い健康を保つ手段ということになる。
この理論は2つの観察に基づいている――喉鳴らしは特定の感情や状態とは結びついていない（ネコは満足な時にも死にそうな時にも喉を鳴らす）ことと、ネコ科の数多くの動物で喉鳴らしが残っているからには自然選択説の観点から何らかの利点があるはずであることである。さらに、多くの研究者たちが 20-140ヘルツの低周波の音には骨・筋肉・腱に有益な効果があり、苦痛を鎮められることを示している。こうした音は感情を引き起こすので、精神的な効果もある。

## 喉鳴らしと人間

### 諸言語での呼称

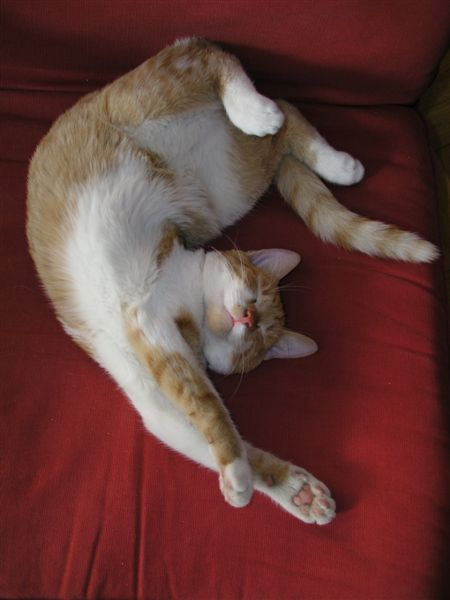
人間はイエネコの喉鳴らしを概して満足と結びつけて捉える

フランス語« ronron » （[ʀɔ̃ʀɔ̃]、「ロンロン」）は日本語でいう「ゴロゴロ」というネコの出す音を真似た擬声語であり、初出はジャン＝ジャック・ルソーの1731年の小説『新エロイーズ』の一節であった。この名詞から「喉を鳴らす」という意味の動詞«ronronner»（「ロンロネ」）が派生し、さらに喉鳴らし一般を指すronronの同義語«ronronnement»（「ロンロヌマン」）が派生した。アナロジーにより、ronronやronronnementという語はエンジンなどの鈍い連続音も指す。
英語では喉を鳴らすことは名詞・動詞ともにpurrという。初出は16世紀で、これも擬声語である。日本語では、「喉を鳴らす」や「喉鳴らし」などの語句は日本国語大辞典でも見出し語となっていないが、「ごろ」「ごろごろ」及び「ぐるぐる」が「猫などが喉を鳴らす声」として掲載されており、1890-92年の『小公子』の邦訳に用例がある。

### 喉鳴らし療法
喉鳴らしにはリラックス効果があるので人間にとっても非常に有益になりうる。喉を鳴らすネコがいることで傷の治癒が早くもなるという。ネコの喉鳴らしは『失われた時を求めて』におけるマドレーヌのように快い思い出を蘇らせ、ストレスを解消する効果があるという。一部の病院では特に高齢者に対してネコによる安らぎの効果を試行しており、また日本では誰でもネコのそばで時間を過ごし安らぐことが出来る猫カフェが営業されている。（音楽つき、もしくはなしで）喉鳴らしを録音したものまで販売されている。Purr-like vibration device（喉鳴らし風バイブレーター）という、低周波の（ありうる）治癒効果を利用した発明もある。体に固定し、喉鳴らしの周波数の振動を送り込む小さな装置である。
認知行動療法では、ネコの喉鳴らしを真似て呼気を中心とした呼吸を学び直すことを狙ったソフロロジーの訓練が行われている。短く、フランス語のRの音に似た喉音を伴う呼気を行うのである。

### その他
フランスの童謡『小さな羊飼いの娘』（Il était une bergère）にはチーズを守るために子猫を殺してしまう羊飼いの娘が登場する。この歌のリフレインはネコの喉鳴らしを模倣している――
サー・パー（Sir Purr; 「ごろごろ卿」）はアメリカンフットボールのチームカロライナ・パンサーズのマスコットである。